# やめないで,PURE
\
「やめないで,PURE」（やめないで ピュア）は、KinKi Kidsの6枚目のシングル。1999年2月24日に8cmCDで発売。発売元はジャニーズ・エンタテイメント。
ジャケット写真が印刷されている手帳サイズのディバイダーと、携帯やPHSに使えるオリジナル着信メロディ・シート（「やめないで、PURE」、「愛されるより 愛したい」、「全部だきしめて」、「Happy Happy Greeting」）と、8cmサイズの写真集が同封されている。
2007年12月26日に12cmCD（マキシシングル）として再発売をしている。

## 解説
前作まで2作連続で両A面であったため、オリコンチャートでは「やめないで,PURE／BABY LOVE」と両A面表記されたこともあるが、現在は修正されている。また、タイトルの“,”が“、”と句読点で表記されることも多いが、本作は単独A面であり、タイトルも「やめないで,PURE」が正しいものである。

## チャート成績
オリコン週間ランキングで、初週35.5万枚を売り上げ、初登場1位を獲得した。CD累計売上は64.8万枚（オリコン調べ）を記録した。

## 収録曲
1. やめないで,PURE
（作詞：伊達歩 / 作曲：筒美京平 / 編曲：WACKY KAKI）
堂本剛主演の日本テレビ系土曜ドラマ『君といた未来のために 〜I'll be back〜』主題歌。
タイアップドラマの放送開始からしばらくはエンディングテロップで「タイトル未定」とクレジットされていた。テレビドラマで流れるバージョンはボーカル分担がなく全編ユニゾンで歌われているなど、CDとは違いが多い。
『C album』と『KinKi Single Selection』ではそれぞれバージョン違い[4]で収録されている。2017年に発表された『The BEST』にて、オムニバスを除き初めてシングルバージョンでのアルバム収録となった。
出版者：日本テレビ音楽株式会社
2. BABY LOVE
（作詞：山本英美 / 作曲：飯田建彦 / 編曲：船山基紀）
出版者：ブライト・ノート・ミュージック
3. やめないで,PURE (オリジナル・カラオケ)
4. BABY LOVE (オリジナル・カラオケ)

## 参加ミュージシャン
※クレジットは『KinKi Single Selection』より
- やめないで,PURE
  - Arrange, Key：WACKY KAKI
  - Programmer：柏原利勝
  - Guitar：増崎孝司
  - Chorus：飯田建彦

## 収録アルバム
- やめないで,PURE
  - KinKi Kids名義
    - C album（アルバムバージョン）
    - KinKi Single Selection（別アルバムバージョン）
    - The BEST

  - オムニバス
    - THE HIT MAKER -筒美京平の世界-
- BABY LOVE

（アルバム未収録）

## 映像作品
- やめないで,PURE
  - KinKi KISS Single Selection
  - KinKi Kids Dome Tour 2004-2005 -Font De Anniversary.-
  - KinKi you DVD
  - KinKi Kids 2010-2011 〜君も堂本FAMILY〜
  - K album（初回限定盤）
  - KinKi Kids Concert -Thank you for 15years- 2012-2013
  - KinKi Kids Concert 2013-2014「L」
  - 2015-2016 Concert KinKi Kids
  - We are KinKi Kids Dome Concert 2016-2017 TSUYOSHI & YOU & KOICHI
  - MTV Unplugged: KinKi Kids
  - KinKi Kids O正月コンサート2021
  - P album（初回盤B）
  - KinKi Kids Concert 2023-2024 〜Promise Place〜
- BABY LOVE
  - Asian Biggest Live with 光一Birthday KinKi Kids 3 days Panic! at TOKYO DOME '98-'99